# باغین
باغین شهری در بخش مرکزی شهرستان کرمان استان کرمان ایران است.

## تاریخچه
باغین از آبادی‌های قدیم نزدیک شهر کرمان است. باغین که زمانی منطقه‌ای دور از شهر کرمان به حساب می‌آمد در اثر توسعه مناطق شهری در کرمان و روستاهای اطاف تقریباً به شهر کرمان متصل شده‌است. باغین بر سر یک دو راهی مهم قرار دارد که از یک سو کرمان را به جاده شمال و به سوی تهران وصل می‌کند و از سوی دیگر مسیر جاده تهران را به سمت سیرجان و سپس بندرعباس هدایت می‌کند.

## جمعیت
بر پایه سرشماری عمومی نفوس و مسکن در سال ۱۳۹۵ جمعیت این مکان ۳٬۴۰۷ نفر (۶۳۳ خانوار) بوده‌است.

## آب وهوا واقلیم
آب و هوای این منطقه در تابستان‌ها نسبتا گرم  و در زمستان سرد است.